# Ја, Куба
„Ја,Куба“ (шп. Soy Cuba.)на простору бивше Југославија познатији под насловом Ја, Куба, је кубанско - совјетски црно-бели играни филм снимљен 1964. године у режији Михаила Калатозова .
Настао је недуго након Кубанске револуције, односно у тренутку када се комунистички режим Фидела Кастра почео окретати према Совјетима тражећи не само економску и војну помоћ, него и потпору развоју нове кубанске кинематографије. Тим захтевима је удовољено, те је на Кубу дошао совјетски режисер Михаил Калатозов, који је за потребе снимања добио издашне људске, материјалне и техничке ресурсе, али и изузетну креативну слободу. Она се одразила кроз коришћење специјалног филма, односно специјалних уређаја за брисање капи воде са стакла (позајмљених од совјетске ратне морнарице, у супротном коришћених на перископ подморница). Калатозов је, пак, највише труда уложио у изузетно дуге и спектакуларне филмске вожње, при чему је користио низ иновативних поступака, који су касније проглашени својеврсном претечом данашњег стеадицам.
Ја, Куба је по својој структури омнибус, односно састоји се од четири засебне приче радњом смештене непосредно пред и за време трајања Револуције, а које спаја невидљива нараторица ("Куба") којој глас позајмљује Ракел Ривелта. Прва прича како страни капиталисти експлоатишу кубанске девојке у Хавани и терају их на проституцију; друга прича приказује како сиромашном наполичари одузму земљопоседник одузме плату након што је своју земљу продао америчком предузећу Унитед Фруит Цомпани; трећа прича приказује како студенти у Хавани организују протесте против Батистине диктатуре; четврта прича приказује сељака који се на крају прикључи Цастрову побуњеницима у њиховом тријумфалном маршу на Хавану.
Иако је Ја, Куба имала снажан пропагандни набој, након премијере је дочекана прилично хладно и у Хавани и у Москви. То се обично тумачило недовољно преброђена културним разликама између совјетских и кубанских чланова екипе; Кубанци су се жалили да су приказани превише наивно и патерналистички, а Совјети су сматрали да је кубанска буржоазија приказана са превише симпатија. Иако никада није био бункериран, Ја, Куба великим делом због тога није био никада приказан на Западу, те је остао непознат све до завршетка Хладног рата. За њега се дознало тек када је Мартин Скорсезе 1995. године случајно погледао једну копију, те уложио велики напор да се филм рестаурира.
Године 2005. је Soy Cuba постала предметом документарног филма Soy Cuba: O Mamute Siberiano, кога је режирао бразилски синеаст Вићенте Феррари.